# 甘西鼠尾草
甘西鼠尾草（学名：Salvia przewalskii）为唇形科鼠尾草属的植物，是中国的特有植物。分布在中国大陆的西藏、云南、四川、甘肃等地，生长于海拔2,100米至4,050米的地区，一般生长在林缘、路旁、沟边或灌丛下。

## 别名
紫丹参（云南丽江）、红秦艽（四川）

## 变种
- 褐毛甘西鼠尾草（学名：Salvia przewalskii var. mandarinorum），分布在中国大陆的湖北、四川、云南、甘肃等地，生长于海拔2,100米至3,500米的地区，常生于路旁、沟边、林缘和灌丛下。
- 少毛甘西鼠尾草（学名：Salvia przewalskii var. glabrescens），分布于中国大陆的四川、西藏、云南等地，生长于海拔2,100米至3,500米的地区，常生于林缘、沟边、林下或草地上。
- 红褐甘西鼠尾草（学名：Salvia przewalskii var. rubrobrunnea），分布于中国大陆的云南等地，生长于海拔3,200米的地区，多生在山坡阳处。

## 外部連結
- Pisiferin （页面存档备份，存于） 中草藥化學圖像數據庫 (香港浸會大學中醫藥學院) （中文）（英文）
- 壩巴醇 Barbatusol （页面存档备份，存于） 中草藥化學圖像數據庫 (香港浸會大學中醫藥學院) （中文）（英文）
- 丹參酚 Salvicanol （页面存档备份，存于） 中草藥化學圖像數據庫 (香港浸會大學中醫藥學院) （中文）（英文）
- 紫丹參萜醚A Przewalskin A （页面存档备份，存于） 中草藥化學圖像數據庫 (香港浸會大學中醫藥學院) （中文）（英文）